# Joseph Winlock
Joseph Winlock (6. února 1826 – 11. června 1875) byl americký matematik, astronom a v pořadí třetí ředitel Observatoře Harvardovy univerzity.

## Biografie

### Raná léta (1826–1865)
Joseph Winlock se narodil v roce 1826 jako nejstarší syn Fieldinga Winlocka (1789–1874) a Nancy Peytonové (1792–1850). Otec Winlocka byl právník a část svého právnického vzdělání získal v kanceláři Henryho Claye. Během války v roce 1812 sloužil se svým otcem, generálem Josephem Winlockem (1758–1831), a později zastával různé čestné funkce. Matka Nancy byla dcerou zeměměřiče Williama Peytona a jeho manželky Mary Rossové. Fielding a Nancy Winlocková měli čtyři děti, všechny narozené v okrese Shelby v Kentucky: dcery Elizabeth (1825–1871) a Effie (1833–1909) a syny Williama (1828–1897) a Josepha.
Joseph Winlock absolvoval Shelby College v Shelbyville v roce 1845. Jeho neobvyklé matematické schopnosti byly patrné již během jeho bakalářského studia a proto byl po promoci jmenován profesorem matematiky a astronomie na této instituci. Během působení na Shelby College se v roce 1850 Winlock podílel na instalaci a následném využívání nového 7,5 palcového refrakčního dalekohledu. Díky svému seznámení s významným americkým matematikem Benjaminem Peircem (1809–1880) se Winlock v roce 1852 přemístil do Cambridge v Massachusetts, kde pod vedením Peirce začal pracovat jak počtář v nově založené kanceláři Amerických efemerid a námořního almanachu (American Ephemeris and Nautical Almanac). V roce 1853 byl Winlock, jako uznávaný přední americký matematik, zvolen členem Americké akademie umění a věd v sekci matematiky.
Dne 9. prosince 1856 se Winlock oženil s Mary Isabellou Laneovou (1832–1912 ) v okrese Shelby v Kentucky. Isabella se narodila 6. května 1832 v Palmyře (Missouri, USA) rodičům George Washingtonu Laneovi st. (1790–1841) a Frances Tolson Adamsové (1792–1844). Joseph a Isabella Winlockovi měli šest dětí: Annu Winlockovou (1857–1904), Williama Crawforda Winlocka (1859–1896), Louisu Winlockovou (1860–1916), George Lane Winlocka st. (1862–1948), Isabellu L. Winlockovou (1865–1926) a Mary Peyton Winlockovou (1867–1942). Dcera Anna později prokázala své matematické nadání po otci a spolu se sestrou Luisou se staly dlouholetými harvardskými počtářkami.
Winlock zůstal v Cambridgi až do roku 1857, kdy přijal místo profesora matematiky na Námořní akademii Spojených států, ale krátce po vypuknutí občanské války (1861) se opět stal superintendentem Námořního almanachu a tuto funkci zastával až do svého jmenování ředitelem Harvardovy observatoře (1866). Během svého druhého působení ve funkci superintendenta se Winlock stal jedním z padesáti zakládajících členů Národní akademie věd Spojených států amerických, která byla založena 3. března 1863. Tuto etapu svého života Winlock zasvětil především studiu, výuce a rozvoji matematiky. Jeho hlavní seznámení s astronomickými přístroji se odehrálo se 7,5 palcovým dalekohledem, který byl majetkem Shelby College. Když byl jmenován asistentem v cambridgeské kanceláři Námořního almanachu, Winlock si dalekohled vypůjčil a nechal jej namontovat v Cambridgi, kde ve spolupráci s astronomem Benjaminem A. Gouldem zřídil observatoř Cloverdon. Výsledky svých pozorování publikovali v Gould’s Astronomical Journal.

### Observatoř Harvardovy univerzity (1866–1875)
První éra observatoře, pětadvacet plodných let pod vedením prvních dvou ředitelů Williama Cranche Bonda (1839–1859) a George Phillipse Bonda (1859–1865), skončila smrtí George Bonda. Během posledních měsíců jeho života práce na observatoři strádala, jak jeho podlomeným zdravím, tak pokračujícími válečnými událostmi občanské války. Na observatoři zůstalo jen několik zaměstnanců a jejich příznivců. Budova postrádala takové běžné vybavení, jako je plyn, tekoucí voda a teplo. Přístroje trpěly nedostatkem peněz na opravy.
V únoru 1866 byl Winlock, bez jakékoli žádosti z jeho strany, zvolen ředitelem observatoře Harvardovy univerzity a zároveň mu byl udělen titul Phillips Professor of Astronomy. Později mu byl také udělen titul profesora geodézie. Po převzetí ředitelství projevil vzácný talent v oblasti mechanických konstrukcí a vynálezů. Během devíti let svého řízení observatoře se s nadšením věnoval nejen vylepšováním stávajícího vybavení, ale také pořizováním nových přístrojů. Winlockův zájem byl především o tzv. „starou astronomii“ neboli poziční astronomii. Za Winlockova řízení bylo také vynaloženo velké úsilí na zdokonalení časové služby, která poskytovala přesný čas obyvatelům Bostonu a okolí. Tato služba byla vytvořena jako malý, ale velmi potřebný doplněk k příjmům observatoře. Pravidelně se také prováděla meteorologická pozorování.
Winlock brzy vzbudil v přátelích observatoře takovou důvěru ve své schopnosti a zdravý úsudek, že přispěli částkou přes 12 000 dolarů (222 000 dolarů v hodnotě z roku 2023) na nákup nového meridiánového kruhu. Winlock sám strávil čtyři měsíce v Evropě, kde navštěvoval hlavní observatoře a seznamoval se s nejnovějšími vylepšeními v oblasti meridiánových přístrojů. Pozorování s tímto přístrojem byla zahájena na observatoři v roce 1871, především prací na jedné ze zón mezinárodní kooperativní revize hvězdného katalogu Bonner Durchmusterung, kterou na observatoři vedl astronom William A. Rogers.
Původní velký 15palcový refraktor byl věnován zejména fyzikálním výzkumům a měřením dvojhvězd. Byl také použit při neúspěšném hledání nových planet a při určování poloh planetek a komet. Byly také prováděny různé spektroskopické studie hvězd, mlhovin a komet, polární záře a zejména Slunce při úplných zatměních v letech 1869 a 1870. V tomto období zahájil profesor N. S. Shaler z Harvardu pomocí velkého refraktoru výzkum měsíčního povrchu z pohledu geologa. Stejný přístroj používal po několik let také E. L. Trouvelot, který získal četné kresby různých nebeských objektů. Pod Winlockovým vedením bylo objeveno 13 nových mlhovin.
Ve své administrativní funkci, kterou si během svého života Winlock vyzkoušel na různých pozicích, projevoval vůči svým spolupracovníkům a asistentům neobyčejnou nezištnost, pronikavé uznání a klidnou povahu. Značnou část svého času věnoval redukci a přípravě zveřejnění dosud nepublikovaných pozorování, která byla učiněna za vedení předchozích ředitelů observatoře. Jeho vlastních pozorování bylo srovnatelně málo, ale mnoho jich bylo pod jeho vedením dosaženo. Nikdo nezpochybňoval jeho důkladnou znalost všech technických aspektů a principů spojených s různými přístroji a výzkumy. Jeho krátké ředitelování bylo z velké části pohlceno snahou o zdokonalení a rozšíření vybavení observatoře. Kromě nového velkého meridiánového kruhu bylo pořízeno mnoho dalších nových přístrojů. Patřil k nim Clarkův refraktor, hodiny a chronometry, pasážník vyrobený v dílně Pulkovské hvězdárny, Zollnerův astronomický fotometr a různé spektroskopy a meteorologické přístroje.
V době, kdy bylo materiální vybavení observatoře uvedeno do uspokojivého stavu, Winlock náhle a nečekaně zemřel ve věku čtyřiceti devíti let. Navzdory obtížím, s nimiž začínal své ředitelování, Winlock zanechal observatoř efektivněji vybavenou a díky dalším experimentům s fotografií, podpoře fotometrie a počátečním snahám v oblasti spektroskopie lépe připravenou na velkolepější úspěchy svého nástupce v oblasti hvězdné astronomie.
Kráter Winlock na odvrácené straně Měsíce je pojmenován po Josephu Winlockovi.